# 日下部そう
日下部 そう（くさかべ そう、1980年4月6日 - ）は、日本の俳優。東京都出身。ACALINO TOKYO所属。

## 人物
2000年より劇団「ポかリン記憶舎」に所属。スロウライダー（現 ロハ下ル）、イキウメなど話題の舞台に次々に出演して注目を浴びる。映像でもフジテレビ連続ドラマ「SP」にテロリスト・リンゴ役で出演し、わずかな出番ながらも強烈な印象を残した。2009年は「昔の女」にて新国立劇場に初出演。2010年夏公開の映画、高橋洋監督・脚本「恐怖」にはメインの役柄で出演した。

## 出演作品

### 主な舞台
ポかリン記憶舎
- 「岸辺へ」（2000年）
- 「畳屋の女たち」（2002年） 等 多数

スロウライダー（現 ロハ下ル）
- 「オナモミ」（2002年）
- 「アダム・スキー」（2004年初演、2007年再演）
- 「わるくち草原の見はり塔」（2005年）
- 「むこう岸はエーテルの国」（2005年）
- 「トカゲを釣る」（2006年）
- 「Maggie」（2006年）
- 「手オノをもってあつまれ!」（2008年）
- 「トカゲを釣る - 改 -」（2008年）

イキウメ
- 「散歩する侵略者」（2007年）
- 「眠りのともだち」（2008年）

その他
- プリセタ「ランナウェイ」（2008年）
- 劇団フライングステージ「ジェラシー 〜夢の虜〜」「ミッシング・ハーフ」（2009年）
- 新国立劇場「昔の女」（2009年）
- オフィスコットーネ「12人〜奇跡の物語〜」（2011年）
- 流山児★事務所「田園に死す」（2012年）

### ドラマ
- 劇団演技者。「あたらしい生き物」（2005年、フジテレビ） - 大学生 役
- SP 警視庁警備部警護課第四係　第4〜7話（2007年、フジテレビ） - リンゴ 役
- 連続テレビ小説（NHK）
  - ゲゲゲの女房（2010年）- 若主人 役
  - 梅ちゃん先生（2012年）- 前川 役
- 大河ドラマ（NHK）
  - 鎌倉殿の13人（2022年）- 北条家 家人 役
- 空白を満たしなさい（2022年、NHK） - 野本栄一（こいしの父） 役

### 映画
- ハッピーフライト（2008年、矢口史靖監督）- 太田孝三 役
- 恐怖（2010年、高橋洋監督）- モトシマ 役
- SP THE MOTION PICTURE 革命編（2011年3月12日、波多野貴文監督） - 掃除屋 リンゴ 役
- その神の名は嫉妬（2020年、芦原健介監督）- 武藤 役
- グッバイ、コスモス（2022年、竹林亮監督）- タクシー会社員 役
- キリエのうた（2023年、岩井俊二監督）- 木村 役
- 私の見た世界（2025年、石田えり監督）[1]

### CM
- 積水ハウス「賃貸住宅・シャーメゾン」（2007年〜2008年）
- アリコジャパン（2008年）
- H.I.S.（2012年〜2013年）
- POCKETALK「ポケトーク字幕、グループ翻訳」（2021年）